# Yamato Machida
Yamato Machida (町田 也真人 Machida Yamato?, nacido el 19 de diciembre de 1989 en Urawa (actualmente Saitama), Saitama) es un futbolista japonés que ha destacado por su desempeño como centrocampista en el Oita Trinita de la J1 League.

## Trayectoria

### Clubes
| Club                   | País  | Año         |
| ---------------------- | ----- | ----------- |
| JEF United Chiba       | Japón | 2012 - 2018 |
| Matsumoto Yamaga F. C. | Japón | 2019        |
| Oita Trinita           | Japón | 2020 -      |

## Estadística de carrera

### J. League
| Club             | Año   | J. League | J. League | Copa J. League | Copa J. League | Total | Total |
| Club             | Año   | Part.     | Goles     | Part.          | Goles          | Part. | Goles |
| ---------------- | ----- | --------- | --------- | -------------- | -------------- | ----- | ----- |
| JEF United Chiba | 2012  | 7         | 0         | -              | -              | 7     | 0     |
| JEF United Chiba | 2013  | 9         | 0         | -              | -              | 9     | 0     |
| JEF United Chiba | 2014  | 27        | 0         | -              | -              | 27    | 0     |
| JEF United Chiba | 2015  | 17        | 1         | -              | -              | 17    | 1     |
| JEF United Chiba | 2016  | 32        | 11        | -              | -              | 32    | 11    |
| JEF United Chiba | 2017  | 36        | 6         | -              | -              | 36    | 6     |
| Total            | Total | 128       | 18        | 0              | 0              | 128   | 18    |